# Provincia de Hòa Bình
Hoa Binh (en vietnamita: Hòa Bình) fue una de las provincias que conformaban la organización territorial de la República Socialista de Vietnam.  Existió desde 1991 hasta su fusión con la provincia de Phú Thọ en 2025.

## Geografía
Hoa Binh se localiza en la región de la Costa del Noroeste (Tây Bắc). La provincia mencionada posee una extensión de territorio que abarca una superficie de 4.662,5 kilómetros cuadrados.

## Demografía
La población de esta división administrativa es de 813.000 personas (según las cifras del censo realizado en el año 2005). Estos datos arrojan que la densidad poblacional de esta provincia es de 174,37 habitantes por cada kilómetro cuadrado.

## Historia
La provincia fue creada el 22 de junio de 1886 a raíz del decreto de Tonkín con el nombre de la provincia de Muong. 
La provincia fue administrada desde Cho Bo (en la región de Đã Bac) por lo que también era conocido como "Provincia de Cho Bo", hasta noviembre del mismo año, se trasladó al distrito de Phuong Lam (hoy en el distrito de Bat Bat, provincia de Ha Tay). En abril de 1888 se cambió su nombre a Phương Lâm, por pedido de las autoridades coloniales francesas.
El 18 de marzo de 1891 el Gobernador General de la Indochina francesa decretó que la provincia iba llamarse Hoa Binh, determinóa además que esta constaría con seis distritos: Luong Son, Ky Son, Lac Son, Lac Thủy, Mai Chau y Dja Bac.